# Um Presente Para Jesus
Um Presente Para Jesus é o segundo álbum ao vivo do Padre Marcelo Rossi, lançado em 1999 pela gravadora Universal Music, sob o selo Mercury. Foi gravado nos dias 6 e 10 de junho de 1999, durante as missas realizadas no Santuário Terço Bizantino (atual Santuário Nossa Senhora Mãe de Deus), na cidade de São Paulo. O álbum obteve disco de diamante pela vendagem de mais de 2.000.000 cópias no Brasil. As canções "O Vira de Jesus" e "Iê, Iê, Iê de Jesus" viraram hit em 1999, seguindo o excelente desempenho do álbum anterior. O clipe da canção "O Vira de Jesus" foi gravado em Portugal. As primeiras tiragens do disco acompanhavam uma medalha de Nossa Senhora das Graças.

## Faixas
| N.º            | Título                                                                 | Compositor(es)                                      | Duração |  |
| 1.             | "Pot-Pourri: Só Por Ti, Jesus / Vem, Espírito / Canção da Unidade"     | Eugênio Jorge; Hamilton; Saulinho                   | 8:38    |  |
| 2.             | "Pai Nosso"                                                            | Luiz Chaves                                         | 3:35    |  |
| 3.             | "Sonda-Me"                                                             | Adaptação: Aylton Paulo Simonetti                   | 3:53    |  |
| 4.             | "Te Louvo em Verdade (Te Alabo en Verdad)"                             | Martin Valverde (versão: Eugênio Jorge)             | 4:18    |  |
| 5.             | "Nascer de Novo (Em Verdade)"                                          | Eugênio Jorge / Maurício Peixe                      | 2:38    |  |
| 6.             | "Vim Para Adorar (música incidental: Cristo Vence, Cristo Reina)"      | Padre José Cândido da Silva; Domínio Público        | 5:54    |  |
| 7.             | "Perfeito é Quem Te Criou"                                             | Walmir Alencar                                      | 3:05    |  |
| 8.             | "Pot-Pourri: Levanta-Te / Nosso General (For The Lord Is Marching On)" | Marcos Witt; Bonnie Low (versão: Adhemar de Campos) | 5:53    |  |
| 9.             | "Santos Anjos do Senhor"                                               | Luiz Carlos                                         | 2:36    |  |
| 10.            | "Ida"                                                                  | Frei Kiko                                           | 4:20    |  |
| 11.            | "Santo, Santo, Santo"                                                  | Adaptação: Padre Marcelo Rossi                      | 1:27    |  |
| 12.            | "O Vira de Jesus"                                                      | Adaptação: Padre Marcelo Rossi                      | 2:56    |  |
| 13.            | "Iê, Iê, Iê de Jesus"                                                  | Edson Batista Cardoso / Wilson Vicente da Rocha     | 4:15    |  |
| 14.            | "Hino Nacional"                                                        | Francisco Manuel da Silva / Osório Duque-Estrada    | 4:10    |  |
| 15.            | "Ave Maria (Oração)"                                                   | Domínio Público                                     | 0:38    |  |
| Duração total: | Duração total:                                                         | Duração total:                                      | 58:17   |  |

## Créditos
- José Paulo Soares – guitarra
- Mário Manga – guitarras e violão (faixa 10)
- Nelson Ricardo Quintal – baixo
- Robertinho Carvalho – baixo (faixa 14)
- Anderson Amaral Haro – bateria
- Albino Infantozzi – bateria (faixas 12 e 14)
- Beto Paciello – teclado (faixa 3) e piano elétrico
- Daniel Romagnolo – piano elétrico
- David Filho - sax alto (faixa 9)
- Cláudia Franco - sax (faixa 13)
- Clécio Júlio - trombone (faixa 13)
- Mané Santos - trompete (faixa 13)
- Dalton Ferreira Nunes, Ebenezer Florêncio dos Santos, Artur Roberto HNF, Aramis Abelardo Rocha, Juliano Delarol e Samuel Pires de Lima - cordas
- Paulo David Soares - órgão (faixas 3 e 9)
- Dominguinhos - acordeon (faixas 11 e 12)
- Marcinha - solo (faixa 3)
- Marcos Arthur – coro
- Márcia Rizzardi – coro
- Maria Martha – coro
- Egídio Conde – supervisão técnica, engenheiro de gravação e masterização
- Luiz Leme – engenheiro de gravação, edição, mixagem
- Julian Conde – assistente
- Fernando Conde – assistente
- Newton D'Ávila – mixagem, produção musical
- Richard Romero – fotografia
- Marcos Arthur – projeto gráfico

## Vendas e certificações
| País | Certificação | Vendas/distribuição |
| --- | ------------ | ------------------- |
| Brasil (ABPD) | 1× Diamante  | 2.000.000+          |
| *vendas baseadas apenas na certificação ^distribuições baseadas apenas na certificação xdistribuições não-especificadas baseadas apenas na certificação |              |                     |